# Montañas Piatra Craiului

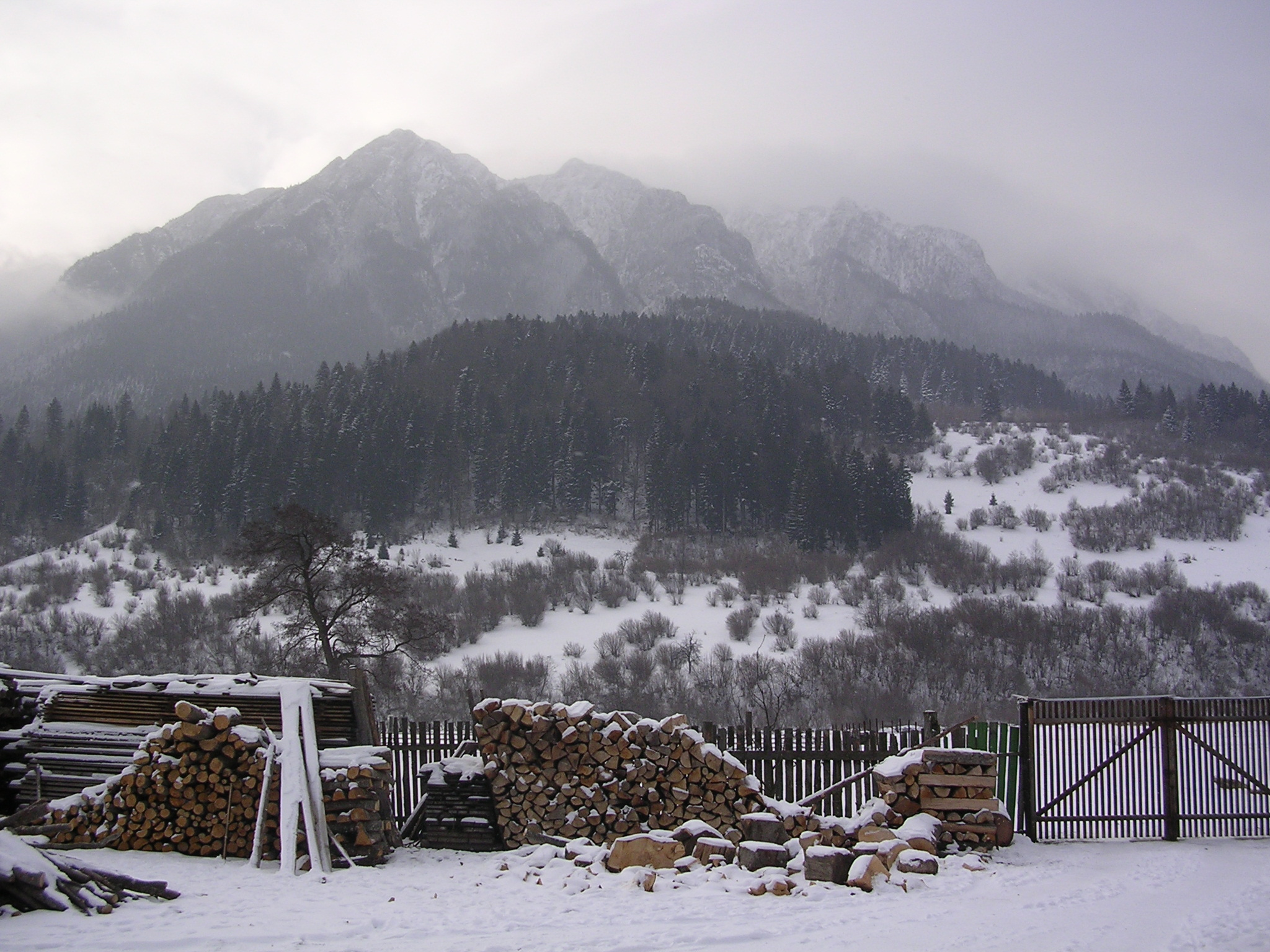
Vista hacia la cresta

Las montañas Piatra Craiului (en alemán: Königstein, en húngaro: Királykő-hegység) son una cadena montañosa en los Cárpatos del Sur en Rumania. Su nombre se traduce como Roca de los Reyes  o La Roca del Príncipe. La cordillera se encuentra en los condados de Brașov y Argeș; está incluida en el parque nacional Piatra Craiului, que cubre un área de 14 766 hectáreas (57,0 mi²).
Las montañas Piatra Craiului forman una cresta estrecha y en forma de sierra de unos 25 km de longitud. La mayor elevación del macizo es el "Vârful La Om", con 2.238 metros. La cresta está considerada como uno de los lugares más bellos de los Cárpatos. El sendero de la cresta norte-sur, de dos días de duración, es a la vez desafiante y gratificante. Partiendo de Plaiul Foii, en el noroeste, o de Curmătura, en el noreste, los caminantes ascienden hasta la cresta antes de seguir un sendero algo precario a lo largo del estrecho espinazo. El descenso en el extremo sur conduce a un paisaje kárstico de profundas gargantas y laderas agujereadas donde el agua que penetra en la roca ha esculpido una serie de cuevas.

## Localización
El macizo limita al oeste con el valle de Dâmbovița que lo separa del macizo de Iezer-Păpușa; en el noroeste, el río Bârsa y el Curmătura Foii lo separa de las montañas Făgăraș y en el este, el paso de Rucăr-Bran lo delimita de las montañas Bucegi y Leaotă . La frontera sur es la confluencia de los valles de los ríos Dâmbovița y Dâmbovicioara, en la depresión de Podul Dâmboviței.

## Protección de la naturaleza

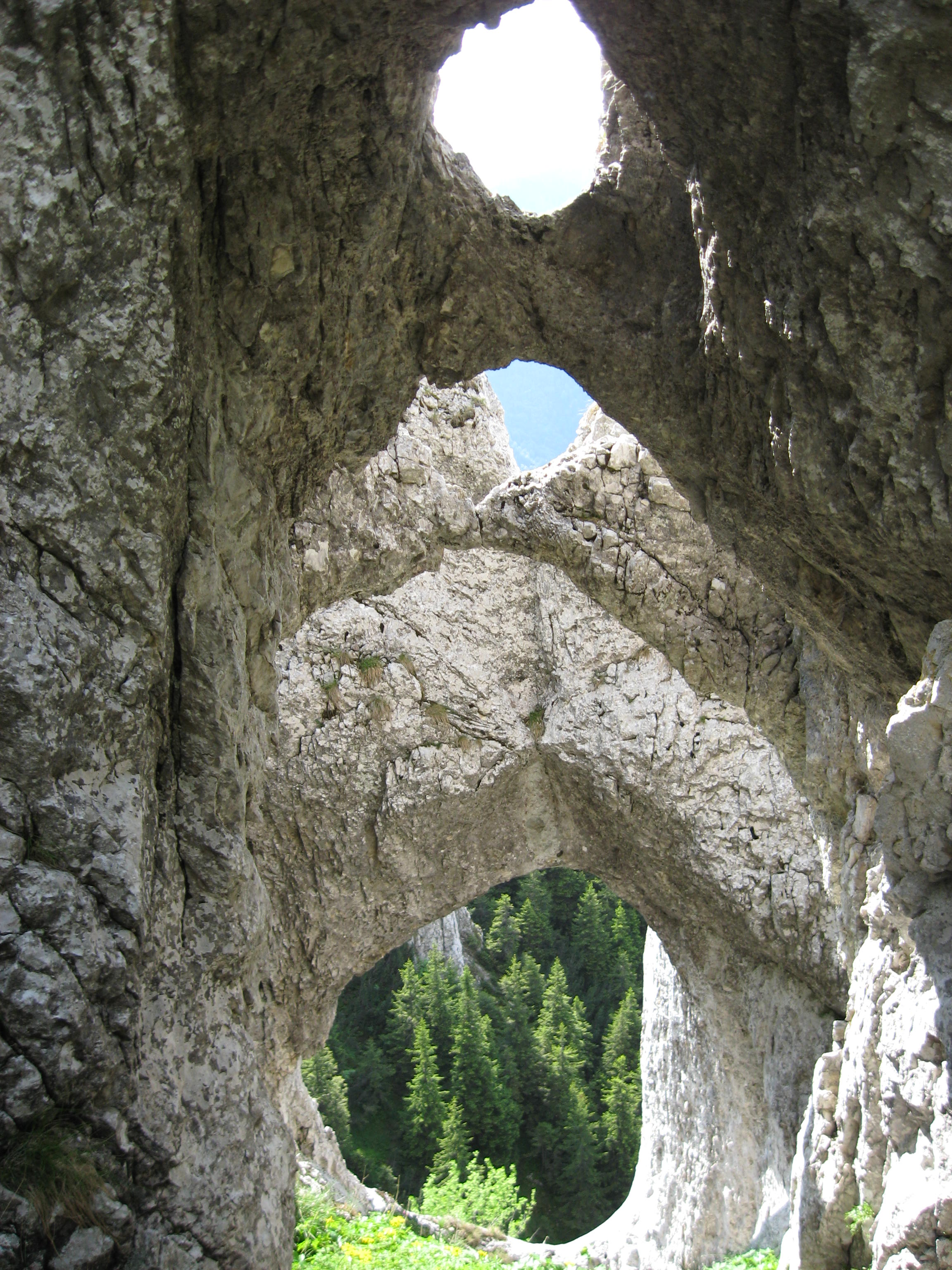
Formas cársticas de La Zaplaz

Toda la cordillera está incluida en el parque nacional Parcul Național Piatra Craiului (Parque Nacional Piatra Craiului). La primera protección de esta zona comenzó en 1938, cuando 4,4 km² fueron declarados "Reserva Natural". La Ley 5/2000 amplió esta zona a 148 km². En 2003 se crearon los límites externos y la zonificación interna. Desde 1999 existe una administración del parque y desde 2005 un plan de gestión.

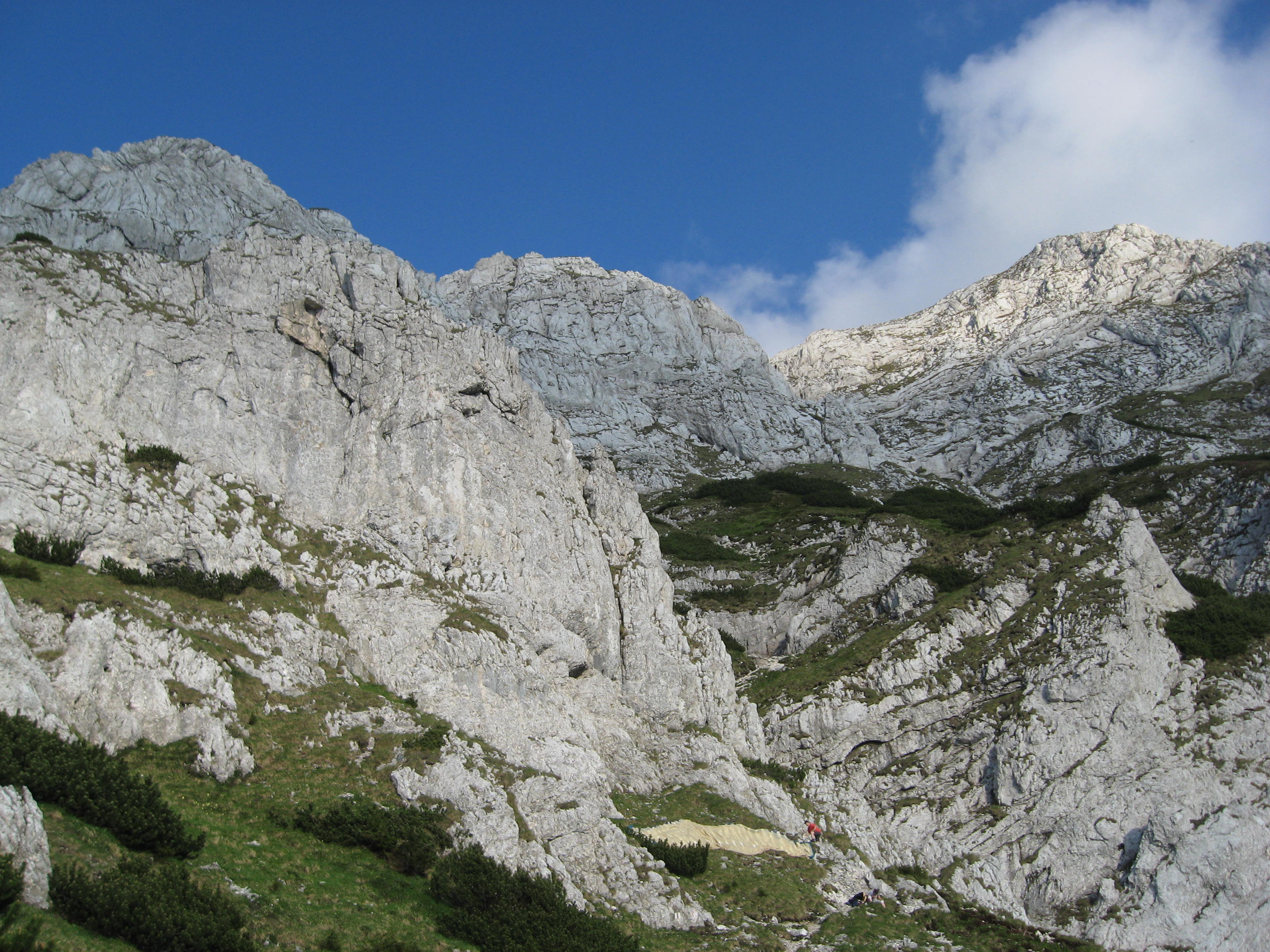
Segmento medio

En la zona del parque nacional se pueden encontrar unas 300 especies de hongos, 220 especies de líquenes, 100 musgos diferentes, 1100 especies de plantas superiores (un tercio del número de todas las especies de plantas que se encuentran en Rumanía), 50 especies endémicas de los Cárpatos y también dos especies endémicas de Piatra Craiului.
También hay dos especies endémicas de arañas, 270 especies de mariposas, anfibios y reptiles, 110 especies de aves (50 incluidas en la Convención de Berna y 6 en la Convención de Bonn ), 17 especies de murciélagos, rebecos y otros grandes herbívoros y también muchos grandes carnívoros ( lobos, osos pardos, linces ) que viven en el parque nacional.

## En la cultura popular
- La película de 2003 Cold Mountain, protagonizada por Nicole Kidman y Jude Law, se rodó en Prăpastiile Zărneștiului, un desfiladero que es el punto de partida de la mayoría de los senderos hacia Piatra Craiului.[5]